# 포인트로버츠

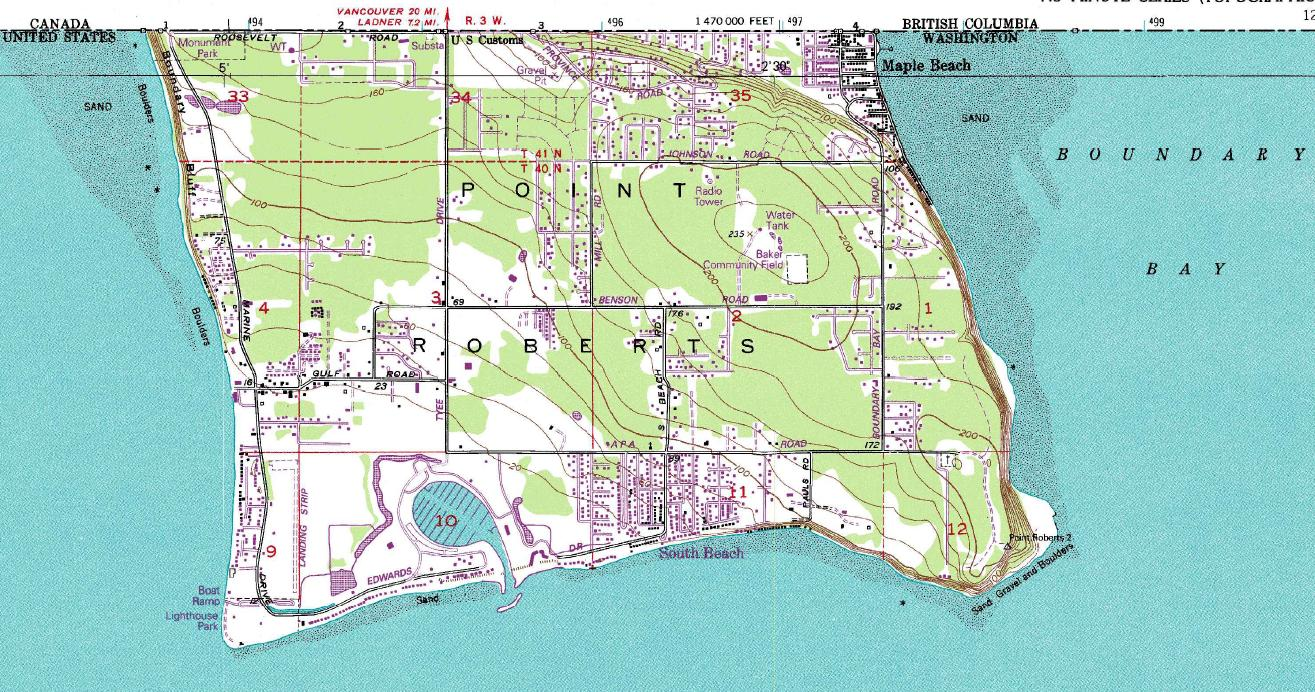

포인트로버츠(Point Roberts)는 미국 워싱턴주 왓컴군의 소도시로 미국 본토와는 떨어져 있고 캐나다 브리티시컬럼비아주의 밴쿠버의 터와선(Tsawwassen) 반도 남단에 붙어 있는 지역이다. 미국의 다른 지역에서 이곳에 도달하려면 캐나다의 땅을 통해야 하는 지리적 월경지이다. 면적은 약 12.65 km2이고 인구는 2020년 조사 기준 1,191명이다.
행정 구역상으로는 워싱턴주 왓컴군에 속하며 우체국이 있다. 이곳과 미국 본토 사이의 바다를 바운더리 만(Boundary Bay)이라 한다.
19세기 중반 미국과 영국(캐나다) 간의 오리건 국경 분쟁을 종결한 1846년 오리건 조약에서 양측이 밴쿠버 섬을 제외한 지역을 북위 49도선으로 나누기로 합의하면서 49도선보다 밑에 튀어나온 이 작은 지역이 미국의 영토로 확정되었다. 이후 이 지역의 귀속을 둘러 싸고 여러 논의가 있었으나 오늘날까지 변함없이 남아있다.

## 같이 보기
- 오리건 국경 분쟁
- 엘름포인트